# Jaime Vargas Vargas
Jaime Froilán Vargas Vargas (21 de julio de 1979) es un líder indígena achuar que fue presidente de la Confederación de Nacionalidades Indígenas del Ecuador (CONAIE), habiendo sido electo para el periodo 2017-2020.

## Biografía

### Primeros años
Vargas nació el 21 de julio de 1979 en la comunidad achuar de Kapahuari en el cantón Pastaza en la provincia homónima de la amazonía ecuatoriana, hijo de Ilario Vargas, quien fue uno de los fundadores de Nacionalidad Achuar (NAE) y de la Confederación de Nacionalidades Indígenas de la Amazonía (Confeniae).
Estudió en el Colegio Nacional 12 de Mayo de Puyo, donde obtuvo el bachillerato en Ciencias de Comercio y Administración, convirtiéndose en un contador de profesión. Desde su juventud ha participado en la política de su comunidad, llegando a ser vocal, y en las marchas indígenas.

### Carrera política
Para el 2004 fue parte del directorio administrativo financiero en la dirección Intercultural Bilingüe de la Nacionalidad Achuar del Ecuador (NAE). Entre el 2010 y el 2012 asumira la coordinación y representante de la nacionalidad en Morona Santiago.
En 2012 asumió el cargo de presidente de la NAE, hasta el 2015. Su mandato consistió en aceptar lo indicado por las bases de la organización y no ingresar a un diálogo con el gobierno de Rafael Correa.
Al año siguiente asiste a la Corte Interamericana de Derechos Humanos (Corte IDH) en Washington D. C. durante la presentación de las demandas de violaciones territoriales y derechos colectivos. Antes de terminar su mandato se dieron las protestas contra las enmiendas constitucionales, en las cuales participó desde las inmediaciones de la gobernación de Morona Santiago en Macas.
El mismo año obtiene un Diplomado en Gestión Pública en Macas, y asume la presidencia del Consejo de Participación Ciudadana y Control Social de Morona Santiago, hasta el 2017.

#### Presidencia de la CONAIE
El 16 de septiembre de 2017 fue elegido presidente de la Confederación de Nacionalidades Indígenas del Ecuador (CONAIE), por unanimidad durante el Sexto Congreso celebrado en Zamora, consiguiendo esto tras proponer reunificar las bases del movimiento.
Como una de sus primeras medidas fue la de apoyar la consulta popular de 2019 y la de continuar el diálogo con el Gobierno de Lenín Moreno, iniciado en el mandato de Jorge Herrera. Gracias a ello se logró que la educación intercultural bilingüe regrese a la CONAIE. Igualmente se mantuvo su postura crítica ante un gobierno que se considera favorable a otorgar concesiones mineras y el extractivismo, hechos por los cuales el diálogo cesó el 24 de agosto y comienza a anunciar un paro nacional en octubre.
En 2019, lidera las protestas a nivel nacional junto a Leonidas Iza Salazar, presidente del Movimiento Indígena y Campesino de Cotopaxi, contra el presidente Lenín Moreno por la adopción de medidas económicas como eliminación del subsidio al diésel y gasolina extra.
En febrero de 2020, Jaime Vargas se ratifica como segundo mandatario del Ecuador.  
 
Previo a participar en un Parlamento provincial en el cantón azuayo Nabón el presidente de la Confederación de Nacionalidades Indígenas del Ecuador (Conaie), Jaime Vargas, ratificó sus declaraciones realizadas en Guatemala en donde se autocalificó como el “segundo mandatario” del Ecuador. El miércoles dará una rueda de prensa en Quito en la que, según dijo, aclarará lo que pasó en el país centroamericano.
Por más de una ocasión los periodistas cuestionaron a Vargas sobre el contexto y alcance de esas palabras que se difundieron en redes sociales. “¿El primer Presidente quién es? Lenín Moreno. ¿Y el segundo Presidente del Ecuador quién es? es Jaime Vargas presidente de la nacionalidades del Ecuador”, espetó, tras decir esto se levantó de la mesa para dirigirse al Parlamento.

Su mandato al frente de la CONAIE, inicialmente previsto para tres años, de 2017 a 2020, se prorrogó un año más en septiembre de 2020, hasta octubre de 2021. Fue nombrado cabeza de lista de Pachakutik para las elecciones legislativas ecuatorianas de 2021.
En mayo de 2021, después del apoyo de Jaime Vargas al candidato presidencial Andrés Arauz, la CONAIE desconoció a Jaime Vargas de su calidad de presidente por “irrespetar las decisiones colectivas”. Manuel Castillo, vicepresidente de la organización, asumió la representación temporalmente mientras se designaba al nuevo presidente.